# Kościół św. Stanisława Biskupa i Męczennika w Ceradzu Kościelnym
Kościół św. Stanisława Biskupa i Męczennika w Ceradzu Kościelnym – rzymskokatolicki kościół parafialny w Ceradzu Kościelnym przy ul. Bukowskiej 4 w gminie Tarnowo Podgórne na zachód od Poznania. Pełni funkcję świątyni parafialnej dla parafii o tym samym tytule.

## Historia budowy
Początki parafii w Ceradzu sięgają połowy XIII wieku. Prawdopodobnie już wtedy w miejscowości stała drewniana świątynia parafialna ku czci św. Stanisława, kanonizowanego w 1253 roku. Obecny kościół został postawiony w I połowie XVI wieku. Pierwotnie była to jednonawowa budowla z transeptem, murowana, w stylu późnego gotyku. Nieznany jest fundator kościoła z tego czasu, natomiast wiadomo, iż w latach 1550–1575 rodzina Potulickich dobudowała po stronie południowej prezbiterium późnorenesansową kaplicę grobową (obecnie pod wezwaniem św. Stanisława). W 1713 roku od strony zachodniej dobudowano do kościoła kruchtę, natomiast kruchta południowa została postawiona w 1864 roku. Pod koniec XIX wieku dokonano gruntownej naprawy dachów (1893) oraz położono cementową posadzkę na miejsce dotychczasowej ceglanej. W tym samym czasie zamurowano wejście do grobowca rodziny Stablewskich, znajdujące się pośrodku kościoła i wybito nowe na zewnątrz świątyni. W latach II wojny światowej świątynia wykorzystywana była przez władze okupacyjne jako magazyn. W czasach powojennych trzykrotnie dokonano gruntownych prac renowacyjnych – w latach 1969, 1982 i 2001.
W kościele znajdują się organy piszczałkowe organmistrza Józefa Gryszkiewicza z 1893 roku. Od 2016 roku nie były użytkowane. W 2022 podjęto decyzję o wyremontowaniu instrumentu, a renowacji podjęła się firma Nawrot i Synowie z Wronek. 25 września 2024 r. odbyło się uroczyste poświęcenie organów, którego dokonał abp Stanisław Gądecki.

## Kaplica grobowa rodziny Engeströmów
Przy kościele znajduje się kaplica grobowa rodziny Engeströmów, wybudowana w II poł. XIX wieku. Pochowani w niej zostali członkowie rodu m.in. Lars von Engeström – poseł króla Szwecji w Polsce, jego małżonka Rozalia Chłapowska, a także Wawrzyniec Benzelstjerna Engeström – wnuk Larsa, sekretarz Poznańskiego Towarzystwa Przyjaciół Nauk.